# هيلج يوهانسون
هيلج يوهانسون (بالسويدية: Helge "Dempsey" Johansson)‏ هو لاعب هوكي الجليد سويدي، ولد في 8 سبتمبر 1904 في ستوكهولم في السويد، وتوفي في 6 يونيو 1987.

## وصلات خارجية
- هيلج يوهانسون على موقع EliteProspects.com (الإنجليزية)
- هيلج يوهانسون على موقع Eurohockey.com (الإنجليزية)
- هيلج يوهانسون على موقع أوليمبيديا (الإنجليزية)
- هيلج يوهانسون على موقع اللجنة الأولمبية السويدية (السويدية)